# 信濃島津氏
信濃島津氏（しなのしまづし）は、薩摩国島津氏の支族のひとつ。信州家（しんしゅうけ）とも呼ばれる。

## 記録上の信濃島津氏
『島津家文書』306「信濃国太田庄相伝系図」には、承久の乱の恩賞として、島津忠久が承久3年（1221年）5月8日、「幕府下知状」によって水内郡太田荘地頭職に補任された後、鎌倉末期までの太田荘（田畑三百四十町余）の荘園経営に関連した一族の系図が示されている。荘園の領家は島津氏に縁の深い摂家近衛家であった。「信濃国太田庄相伝系図」、嘉暦4年（1329年）3月の「北条高時下知状」によれば、幕府は輪番をもって、信濃国の御家人に諏訪大社の五月会・御射山の祭祀の役を勤めさせており、豊後前司忠久（島津氏高祖）、大隈前司忠時（薩州2代目）、彦三郎左衛門尉忠長（忠時孫）、弥三郎入道称阿頼祐（忠時孫）、五郎右衛門尉忠秀（越前島津氏忠綱曾孫）、左京進光忠（忠久3男忠直曾孫）らが祭祀の役を勤めていることが示されている。承元4年（1210年）それまで善光寺の地頭であった長沼宗政が解任され、窪寺氏や原氏、諏訪部氏、和田氏の四氏が奉行となった記録がある。太田荘は主に島津宗家と伊作家に分割相続された。
南北朝時代になると、興国3年/康永元年（1342年）大倉郷地頭職を巡って称名寺との間に所領を争い、長く続いた。この時代には他の信濃国人からの侵害や守護からの干渉から守るため、薩摩から太田荘に土着する者が現れ、長沼郷に本拠を置いた島津刑部少輔はそのひとりである。貞治4年/正平20年（1365年）島津太郎国忠は守護小笠原長基と合戦に至った。元中4年/嘉慶元年（1387年）5月、室町幕府から任命された守護の斯波義種に抵抗する長沼（島津）太郎は村上頼国や高梨頼高、小笠原清順ら国人領主たちと善光寺に挙兵した。平芝にあったとされる守護所を攻めて麓の漆田原で合戦となった。至徳4年（1387年）斯波氏の守護代である二宮氏泰は領家の東福寺海蔵院の意向を受け、島津氏の所領である石村南郷の年貢を差し押さえたため、同年8月には氏泰が占拠篭城していた横山城を国人領主たちが激戦の末攻め落とした。この後も敗走する市河氏らを追撃して埴科郡の生仁城に転戦している。応永6年（1399年）、信濃守護となった小笠原長秀に抵抗した島津国忠が小笠原方の赤沢氏や櫛置氏らと対立し、水内郡石和田（長野市石渡）での抗争があったとされる。これが大塔合戦の前哨戦といわれている。
室町時代中期には、隣国の越後守護代を務める長尾氏に通じた高梨氏が勢力を拡大し、島津氏の所領を圧迫し始める。長尾為景と上杉定実の対立が激化すると、島津貞忠は井上氏・須田氏らとともに上杉方にくみし、長尾氏を後ろ盾とする高梨氏と対立した。忠久以降、島津氏一族は太田荘の各郷の地頭職を補任され、相伝した。このなかに長沼家と赤沼家と称する支流が知られている。長沼家と赤沼家の両家は、戦国時代を生き抜くため協力し、赤沼家が長沼家を頼り、両家とも上杉謙信に臣従し、後に米沢藩に仕官している。
『遊行・藤沢両上人御歴代系譜』によると、天文5年（1536年）に亡くなった時宗の遊行上人第26代他阿空達は、信濃島津氏の出身である。同19年（1550年）には「伊作後胤信州」を名乗る者が薩摩国伊作城を訪れ、伊作家の系図を見て先祖の墓参をしている。

## 信濃島津氏長沼家
島津氏高祖・忠久の三男・豊後六郎左衛門尉忠直の曾孫・左京進光忠（＝島津光忠（みつただ））は信濃国長沼郷・黒河郷・下浅野福王寺郷の地頭職となり、信濃島津氏長沼家の祖となる。貞忠の孫島津忠直が上杉謙信・景勝の家臣として活躍する。同家は米沢藩の家老家である侍組分領家の一つとなる。米沢藩#分領家（14戸）を参照。

## 信濃島津氏赤沼家
越前島津氏元祖・忠綱の三男・忠景の孫・五郎右衛門尉忠秀（常陸介、大夫判官）は、赤沼郷地頭職となり、信濃島津氏赤沼家の祖となる。